# GPR85
El probable receptor 85 acoplado a proteína G es una proteína que en humanos está codificada por el gen GPR85.